# Oecobius furcula
Espèce
Oecobius furcula est une espèce d'araignées aranéomorphes de la famille des Oecobiidae.

## Distribution
Cette espèce est endémique des îles Canaries en Espagne. Elle se rencontre à Fuerteventura, à Alegranza et à Lanzarote.

## Description
Les mâles mesurent de 1,4 à 2,0 mm et les femelles de 2,2 à 2,9 mm.

## Publication originale
- Wunderlich, 1992 : Die Spinnen-Fauna der Makaronesischen Inseln: Taxonomie, Ökologie, Biogeographie und Evolution. Beiträge zur Araneologie, vol. 1, p. 1-619.